# Stefano Storace
Stefano Storace (Torre Annunziata, 1725 – Londra, 1781) è stato un contrabbassista e compositore italiano, vissuto per molti anni in Irlanda e Inghilterra.

## Biografia
All'età di 23 anni partì dall'Italia alla volta di Dublino, per poi stabilirsi dieci anni più tardi a Londra, lavorando come musicista di contrabbasso. Nel 1761 sposò Elizabeth Trusler, che era la figlia del proprietario dei Marylebone Gardens. Divenne anche direttore dei Vauxhall Gardens. Ebbe due figli: Stephen Storace (1762-1796), che divenne un celebre compositore londinese di operette comiche, e Anna, meglio conosciuta col nome di Nancy Storace (1765-1817), una delle cantanti liriche più famose dell'epoca.
Il nome di Stefano Storace è legato al fenomeno del tarantismo come arte curativa attraverso l'esecuzione di tarantelle. Un curioso episodio accaduto nella sua vita, narrato da lui stesso, appare pubblicato su The Gentleman's Magazine del settembre 1753. Stefano Storace scrive di essere stato inaspettatamente chiamato a suonare il violino per rianimare un uomo che era stato trovato collassato per strada. Non avendo molta familiarità con la tarantella, Storace suonò un certo numero di gighe che fallirono nell'avere alcun effetto. Quando Storace terminò di suonare, l'uomo cadde per terra preso da un attacco convulsivo. Non appena si riebbe, l'uomo era di nuovo in piedi e riprese a muoversi con vigore.
Di questo episodio, sempre nello stesso articolo di rivista, Storace ne ha anche trascritto una partitura di tarantella.